# Star Trek (serie animata)
Star Trek, anche conosciuta come Star Trek - La serie animata o, nel fandom, con l'acronimo TAS (The Animated Series), è una serie animata di fantascienza, realizzata dalla Filmation come seguito della prima serie televisiva di Star Trek. È composta da 22 episodi trasmessi dal 1973 al 1974, con le voci degli attori della serie televisiva originale.

## Trama
La serie narra dell'ultimo anno della missione quinquennale del capitano James T. Kirk, quindi gli avvenimenti descritti si situano cronologicamente tra la terza stagione della serie classica e il film Star Trek del 1979.

## Episodi
| Stagione         | Episodi | Prima TV originale | Prima TV Italia |
| ---------------- | ------- | ------------------ | --------------- |
| Prima stagione   | 16      | 1973-1974          | 1982            |
| Seconda stagione | 6       | 1974               | 1982            |

## Personaggi

### Personaggi principali

I personaggi della serie

- James T. Kirk (stagioni 1-2), doppiato nell'originale da William Shatner, in italiano da Andrea Lala.[5]
- Spock (stagioni 1-2), doppiato nell'originale da Leonard Nimoy (da adulto) e da Billy Simpson (da giovane), in italiano da Diego Reggente (da adulto) e da Massimo Corizza (da giovane).[5]
- Leonard McCoy (stagioni 1-2), doppiato nell'originale da DeForest Kelley, in italiano da Enzo Consoli.[5]
- Montgomery Scott (stagioni 1-2), doppiato nell'originale da James Doohan, in italiano da Giancarlo Padoan (ep.1x01, 1x04-8, 2x01), Sandro Sardone (ep.1x02-3, 1x10, 1x12, 2x03-4) e Vittorio Di Prima (ep. 1x09, 1x11, 1x13, 1x15, 2x02, 2x05-6).[5]
- Uhura (stagioni 1-2), doppiata nell'originale da Nichelle Nichols, in italiano da Anna Marchesini (ep. 1x01-8, 1x12, 1x14, 2x03-4) e Renata Biserni (1x9-11, 2x02, 2x05-6).[5]
- Hikaru Sulu (stagioni 1-2), doppiata nell'originale da George Takei, in italiano da Paolo Turco (ep. 1x01-8, 1x12, 1x14, 2x01, 2x03-4).[5]
- Christine Chapel (stagioni 1-2), doppiata nell'originale da Majel Barrett.[5]
Infermiera umana che presta servizio nell'infermeria dell'Enterprise sotto il dottor McCoy.
- M'Ress (stagioni 1-2), doppiata nell'originale da Majel Barrett, in italiano da Piera Vidale.[5]
È una tenente caitiana che presta servizio sulla plancia dell'Enterprise in qualità di ufficiale alle comunicazioni.
- Arex (stagioni 1-2), doppiato nell'originale da James Doohan.[5]
È un tenente edosiano che presta servizio sulla plancia dell'Enterprise in qualità di navigatore.

### Altri personaggi
- Amanda Grayson (stagione 1), doppiata nell'originale da Majel Barrett, in italiano da Piera Vidale.[5]
Insegnante terrestre e madre di Spock.
- Cyrano Jones (stagione 1), doppiato nell'originale da Stanley Adams, in italiano da Dante Biagioni.[5]
- Harry Mudd (stagione 1), doppiato nell'originale da Roger C. Carmel, in italiano da Franco Odoardi.[5]
- Robert April (stagione 2), doppiato nell'originale da James Doohan, in italiano da Valerio Ruggeri.[5]
Commodoro della Flotta Stellare e primo capitano della USS Enterprise NCC-1701, nella sua prima missione quinquennale, cui è succeduto il capitano Christopher Pike.
- Sarek (stagione 1), doppiato nell'originale da Mark Lenard.[5]
Ambasciatore vulcaniano e padre di Spock.

## Specie
La serie, oltre a riutilizzare specie aliene già apparse nella serie classica, come ad esempio Vulcaniani, Klingon, Romulani, Andoriani, Gorn, Triboli e altri, introduce anche nuove specie, che appaiono solamente in questa serie o saranno poi destinate a venire sfruttate anche in altre opere del franchise, quali ad esempio i Caitiani, gli Edosiani e gli Kzinti. Quest'ultima specie è stata creata dallo scrittore Larry Niven nel 1967 per il suo racconto The Soft Weapon, pubblicato all'interno della rivista If del febbraio di quell'anno e in seguito adattato per l'episodio della prima stagione della serie animata L'arma degli Slavers (The Slaver Weapon, 1973).

## Produzione
La Paramount, che si era fusa con la Desilu, rilevandone i diritti, dopo la fine della serie classica aveva deciso di produrre una nuova serie di Star Trek, ma, a causa degli elevati costi di produzione che comportava un telefilm di fantascienza all'epoca, preferì optare per una serie animata. Per espressa volontà di Gene Roddenberry, l'ideatore della serie originale, la serie animata doveva avere per protagonisti Kirk e il suo equipaggio e così fu.
Tutto il cast originale fu impiegato per il doppiaggio, tranne Walter Koenig (Pavel Chekov) che fu sostituito dal tenente Arex (doppiato da James Doohan).
In questa serie, libera dai costi di produzione di un telefilm, la fantasia di scrittori e sceneggiatori poté sbizzarrirsi all'inverosimile, con la comparsa di molte nuove specie aliene considerate non canoniche.

### Sviluppo
Lou Scheimer di Filmation era in trattative con Paramount Television, la rete televisiva NBC e il creatore Gene Roddenberry per creare una serie spin-off animata mentre la serie originale era ancora in onda, durante la sua terza stagione (1968-1969).
Il direttore della programmazione speciale della Paramount Philip Mayer e lo scrittore/animatore di Filmation Don Christensen hanno lavorato insieme per creare una proposta per una serie che si rivolgesse a un pubblico giovane e avesse un impatto educativo. Il cast principale della serie originale avrebbe addestrato l'equipaggio adolescente di una nave chiamata Excalibur sull'esplorazione dello spazio; il nuovo equipaggio di adolescenti comprendeva un Vulcaniano di nome Steve, un ragazzo umano afro-americano di nome Bob e un ragazzo cinese di nome Stick. A causa dell'aspro rapporto tra Roddenberry e la Paramount dell'epoca, tuttavia, Scheimer non riuscì a far dialogare le due parti per diversi anni per concordare un accordo. Durante questo periodo, il progetto nella sua forma originale fu gradualmente abbandonato.
Un accordo fu finalmente raggiunto all'inizio del 1973 e annunciato pubblicamente all'inizio di marzo. A causa del forte interesse della NBC per la serie, a Roddenberry e Filmation furono concessi termini molto generosi: un minimo garantito di due stagioni con un totale di 22 episodi; un budget di 75 000 dollari (equivalenti a 514 768 dollari nel 2023) per episodio; il pieno controllo creativo nelle mani di Roddenberry.
Roddenberry e Filmation concordarono che la serie avrebbe dovuto essere per tutte le età, piuttosto che l'approccio orientato ai bambini della proposta originale, e su suggerimento di Roddenberry la sceneggiatrice della serie originale D.C. Fontana fu assunta come story editor e produttrice associata della serie. Nonostante il magro compenso per gli scrittori (1 300 dollari, equivalenti a 8 923 dollari nel 2023), l'opportunità di scrivere un episodio di Star Trek senza le limitazioni della live action si rivelò allettante e molti degli scrittori della serie originale si unirono allo staff. Fontana escluse gli elementi romantici e amorosi della serie originale poiché sentiva che i bambini non sarebbero stati interessati a essi e voleva che la serie animata piacesse sia ai bambini che agli adulti.

### Sceneggiatura
La scrittura della serie ha beneficiato nel 1973 di uno sciopero della Writers Guild of America, East che non si applicava all'animazione. Alcuni episodi furono scritti da noti autori di fantascienza:
- Animaletti pericolosi (More Tribbles, More Troubles) è stato scritto da David Gerrold come sequel del suo episodio omonimo (The Trouble with Tribbles) della serie originale. Qui Cyrano Jones viene salvato dai Klingon, portando con sé una razza di triboli geneticamente modificati che non si riproducono ma diventano estremamente grandi. Si scopre poi che questi sono in realtà gruppi di triboli che funzionano come un singolo essere, e si decide che un gran numero di triboli più piccoli sono preferibili a quelli più grandi. I Klingon, a causa del loro odio per i triboli, sono ansiosi di riavere Jones perché ha rubato una creatura che hanno creato: un predatore chiamato "glommer" che si nutre di triboli.

- Viaggio a ritroso nel tempo (Yesteryear) è un episodio in cui Spock utilizza il Guardiano dell'Eternità, un passaggio temporale comparso nell'episodio della serie originale Uccidere per amore (The City on the Edge of Forever), per tornare alla sua infanzia. Questo è l'unico episodio animato scritto da D.C. Fontana. Vi appare lo sehlat domestico di Spock, menzionato per la prima volta in Viaggio a Babel (Journey to Babel) e nominato (“I-Chaya”) in questo episodio. Un elemento di Yesteryear che è diventato canonico grazie alla rappresentazione nella serie originale è la città vulcaniana di ShiKahr, raffigurata in una scena di sfondo in cui Kirk, Spock e McCoy attraversano un ponte di pietra naturale (raffigurato per la prima volta in Star Trek III - Alla ricerca di Spock) nella versione rimasterizzata de Il duello (Amok Time). Elementi dell'infanzia di Spock in Yesteryear sono citati anche nell'episodio doppio Il segreto di Spock (Unification) di Star Trek: The Next Generation e nel film di Star Trek del 2009.

- L'arma degli Slaver (The Slaver Weapon) di Larry Niven, adattato dal suo racconto The Soft Weapon, include alcuni elementi del suo Ciclo dello Spazio conosciuto come gli Kzinti e i Thrintun. Questo è l'unico episodio, compresi i film dell'“era TOS”,[N 2] in cui Kirk non appare. Questo episodio è anche l'unico animato in cui i personaggi vengono mostrati mentre muoiono o vengono uccisi.[senza fonte]

### Doppiaggio originale
La maggior parte del cast originale doppia i propri personaggi. La principale eccezione è stata il personaggio di Pavel Chekov (Walter Koenig), che non è apparso nella serie perché il basso budget non poteva permettersi il cast completo. Fu sostituito dal tenente Arex, la cui specie edosiana ha tre braccia e tre gambe; la tenente M'Ress, una Caitiana, a volte sostituisce Uhura come ufficiale delle comunicazioni. Oltre a interpretare i loro personaggi Montgomery Scott e Christine Chapel, James Doohan e Majel Barrett hanno anche interpretato le voci rispettivamente di Arex e M'Ress. Barrett ha anche doppiato vari altri personaggi e il computer principale.
Inizialmente Filmation avrebbe utilizzato solo le voci di William Shatner, Leonard Nimoy, DeForest Kelley, Doohan e Barrett. Doohan e Barrett avrebbero dovuto interpretare anche le voci di Sulu e Uhura. Nimoy si rifiutò di dare la voce a Spock nella serie a meno che Nichelle Nichols e George Takei non fossero stati aggiunti al cast, sostenendo che Sulu e Uhura erano la prova della diversità etnica del 23º secolo e non dovevano essere riformulati. Nimoy prese questa posizione anche per una questione di principio, poiché sapeva dei problemi finanziari che molti dei co-protagonisti di Star Trek stavano affrontando dopo la cancellazione della serie live action. Secondo Scheimer, quando Nimoy fece notare che il casting avrebbe escluso gli unici due attori minoritari dalla serie, «siamo rimasti inorriditi dal nostro affronto involontario, reso ancora peggiore perché eravamo l'unico studio che aveva sostenuto la diversità nella sua produzione». Koenig non fu dimenticato, poiché la Filmation riuscì a placare le lamentele di Nimoy nei suoi confronti acquistando da Koenig una sceneggiatura per un episodio, Il tocco vulcaniano (The Infinite Vulcan).
Il doppiaggio iniziò nel giugno 1973, con i primi tre episodi registrati con tutti i doppiatori che si trovavano nella sala doppiaggio contemporaneamente. Gli episodi successivi hanno utilizzato il modello più tipico di registrare i doppiatori separatamente a causa dei loro altri impegni. Shatner e Nimoy, che all'epoca erano entrambi in tournée in spettacoli teatrali, registrarono le loro battute in qualunque città si esibissero e spedirono i nastri in studio. Doohan e Barrett, oltre a fornire – come detto – le voci dei loro personaggi della serie originale e dei nuovi arrivati Arex e M'Ress, hanno interpretato praticamente tutti i personaggi guest della serie, con eccezioni come Sarek, Cyrano Jones e Harry Mudd che sono stati interpretati dagli attori originali della serie classica. Altri doppiatori ospiti includevano Ed Bishop, che ha doppiato il procuratore Megan in Le magie dei Megas-Tu (The Magicks of Megas-Tu), e Ted Knight, che ha doppiato Carter Winston in Il superstite (The Survivor). Nichelle Nichols ha interpretato le voci di diversi personaggi femminili, oltre a Uhura, in diversi episodi, tra cui La trappola del tempo (The Time Trap) e Il segnale di Lorelei (The Lorelei Signal).
A causa di un'interpretazione insolita della par condicio della FCC, il primo episodio non andò in onda nel mercato di Los Angeles. George Takei era infatti candidato per un seggio nel consiglio comunale e la KNBC temeva che consentire di ascoltare il suo doppiaggio avrebbe costretto la stazione a fornire pari tempo ai suoi oppositori.

### Animazione e design
Similmente alla maggior parte delle serie animate dell'epoca, i 22 episodi di The Animated Series furono distribuiti in due brevi stagioni, con abbondanti repliche di ogni episodio. Il regista della prima stagione (16 episodi) era Hal Sutherland, mentre Bill Reed diresse i sei episodi della seconda stagione, sebbene i primi quattro episodi della seconda stagione attribuiscano erroneamente la regia a Sutherland.
Don Christensen, ideatore della serie, rimase coinvolto come direttore artistico. Altro personale di animazione includeva Reuben Timmins (che supervisionò tutte le riprese che coinvolgono l'Enterprise) e un giovane Bob Kline. Gli animatori realizzarono con il rotoscopio le animazioni per l'Enterprise da filmati da 35 mm della serie originale. I galloni dei gradi furono ingranditi per renderli più facili da animare, ma per il resto le uniformi dell'equipaggio sono rimaste inalterate rispetto alla serie originale. A causa dell'assunzione di quasi l'intero cast della serie originale, nel budget erano rimasti pochi soldi per l'animazione, quindi Filmation ridusse i costi utilizzando filmati di stock e scorciatoie come far sì che un personaggio si metta una mano alla bocca mentre parla (eliminando così la necessità di animare le labbra) e delineando i personaggi in azione.
The Animated Series è stata l'unica serie di Star Trek a non essere introdotta da un teaser, iniziando invece direttamente con la sequenza dei titoli di testa. Tuttavia, alcune versioni straniere della serie live action originale, come quelle trasmesse dalla BBC nel Regno Unito negli anni '60 e '70, furono modificate per far passare il teaser dopo i titoli di coda.

### Colonna sonora
The Animated Series non presenta il tema musicale della serie originale, composto da Alexander Courage, in favore di un nuovo tema attribuito a Yvette Blais e Jeff Michael, ma in realtà scritto dal compositore di Filmation Ray Ellis. Ellis ha utilizzato lo pseudonimo Yvette Blais (il nome da nubile di sua moglie) a causa di complicazioni con i diritti d'autore e le case editrici, mentre Jeff Michael è uno pseudonimo del produttore Norm Prescott, che ha ricevuto un credito pseudonimo e una riduzione delle royalties su tutta la musica di Filmation come parte di un accordo standard per l'epoca. Scrivendo sulla pagina ufficiale della rivista Starlog su Facebook nel marzo 2021, David Gerrold ha rivelato che la ragione di ciò era una faida di lunga data tra Courage e Roddenberry sui pagamenti residui per la messa in onda degli episodi della serie classica che utilizzavano il tema originale: «Quando Courage consegnò la musica originale, Roddenberry vi aggiunse i suoi testi, privando così Courage della metà dei suoi residui. Courage non perdonò mai Roddenberry e rifiutò di dare il permesso per il riutilizzo del tema. Ecco perché è stata scritta nuova musica per la serie animata e pure per i film».

## Distribuzione
La serie è stata originalmente trasmessa dalla rete televisiva NBC a partire dall'8 settembre 1973 e fino al 12 ottobre 1974, per un totale di 22 episodi della durata di circa 25 minuti l'uno.
In Italia la serie è stata trasmessa su varie reti locali, venendo doppiata in italiano a cura della Cinitalia Edizioni, dagli stessi attori della serie classica. I doppiatori dei personaggi principali sono a loro volta gli stessi, tranne Diego Reggente, qui doppiatore di Spock, che nella serie doppiava Montgomery Scott, qui doppiato da Sandro Sardone e successivamente da Vittorio Di Prima.

## Accoglienza
In entrambe le stagioni la serie animata ha affrontato la situazione opposta rispetto alla serie originale per quanto riguarda la sua popolarità: gli ascolti erano alti, ma erano distorti dai bambini piccoli che gli inserzionisti del sabato mattina cercavano di raggiungere, essendo la serie più popolare tra gli adulti e i ragazzini.
IGN ha nominato Star Trek: The Animated Series la 96ª migliore serie animata. Ha dichiarato che, sebbene la serie soffrisse di limitazioni tecniche, il suo formato consentiva agli scrittori una libertà e una creatività molto maggiori di quanto fosse possibile nella serie live action. In un elenco del Los Angeles Times che includeva ogni film e serie TV di Star Trek separatamente, la serie animata si è classificata all'11º posto. Nel 2019 CBR ha classificato tutte le 31 stagioni allora disponibili di Star Trek, posizionando la stagione 1 della serie animata al 23º posto e la stagione 2 al 24º. Analogamente a IGN, CBR ha commentato che «L'animazione è decisamente limitata rispetto agli standard odierni, ma l'idea di uno Star Trek animato ha perfettamente senso, dal momento che le preoccupazioni sul budget sono molto diverse. Nonostante abbia solo due stagioni, ci sono alcuni momenti memorabili». Sempre nel 2019, Moviefone ha classificato la serie animata al settimo posto su sette serie TV allora disponibili di Star Trek.
Sul sito aggregatore di recensioni Rotten Tomatoes, The Animated Series ottiene da 18 recensori il 94% di valutazioni positive con un voto medio di 8.2/10.

## Riconoscimenti
| - Daytime Emmy Awards - 1974 – Candidatura per miglior programma per bambini a Lou Scheimer e Norm Prescott - 1975 – Miglior programma per bambini a Lou Scheimer e Norm Prescott - Saturn Award - 2007 – Candidatura per miglior edizione DVD/Blu-ray di una serie TV passata - 2017 – Candidatura per miglior DVD/Blu-ray (serie TV) |

## Espedienti narrativi
Nella serie originale di Star Trek, al protagonista veniva dato il nome James T. Kirk. Fu solo nella serie animata che lo scrittore David Gerrold ampliò la "T", stabilendo il secondo nome di Kirk come Tiberius. Per coincidenza, nella prima serie di Gene Roddenberry, The Lieutenant, il personaggio principale era William Tiberius Rice. Gerrold ha raccontato di essere stato influenzato da Io, Claudio e aveva informato Roddenberry, che acconsentì, sulla sua scelta del secondo nome; Gerrold venne a conoscenza dell'uso precedente del nome solo nel 2014.
La serie animata ha introdotto un membro alieno dell'equipaggio di plancia di nome Arex, con tre braccia, tre gambe e un collo lungo, e un membro felide dell'equipaggio di nome M'Ress. Secondo Roddenberry, i limiti di budget avrebbero reso impossibile per entrambe le specie aliene apparire in una serie live action dell'epoca.
La USS Enterprise, sebbene presumibilmente sia la stessa nave della serie originale, ha un ponte ologrammi simile a quello visto successivamente in Star Trek: The Next Generation, ambientato circa ottant'anni dopo. Appare solo una volta, nell'episodio Il computer si diverte (The Practical Joker) di Chuck Menville, ed è chiamato "Rec Room". Questa funzionalità fu originariamente proposta per la serie originale ma non fu mai utilizzata.
Una tecnologia di campo di forza personale conosciuta come “cintura di supporto vitale” è comparsa solo in questa serie. Oltre a fornire a chi lo indossa l'atmosfera appropriata e una protezione ambientale, ha permesso agli animatori di disegnare semplicemente la cintura e un bagliore giallo attorno ai personaggi, invece di doverli ridisegnare con una tuta ambientale. Una versione della cintura di supporto vitale apparve più tardi in uno dei primi romanzi di The Next Generation, The Peacekeepers, dove veniva chiamata "tuta ad effetto campo".
L'episodio Il segnale di Lorelei è uno dei rari casi dell'“era TOS” in cui una donna prende temporaneamente il comando di un'astronave: a causa dell'incapacità dei maschi dell'equipaggio, Uhura assume il comando dell'Enterprise destituendo il Secondo Ufficiale Scott. Altri casi si sono verificati nel pilota e nell'ultimo episodio della serie originale: Lo zoo di Talos (The Cage), in cui Una Chin-Riley prende il comando dopo il rapimento del capitano Christopher Pike, e L'inversione di rotta (Turnabout Intruder), in cui la dottoressa Janice Lester prende il corpo del capitano Kirk e assume il comando. Poiché il pilota originario della serie originale non venne trasmesso, e nel secondo caso è un attore maschio (Shatner) a interpretare chi prende effettivamente il comando, Nichelle Nichols interpretò di fatto la prima donna a prendere il comando di una nave della Flotta Stellare e ne rimase entusiasta a tal punto che – come raccontò successivamente il produttore Lou Scheimer – «distrusse la stanza» dov'era in corso una riunione sull'episodio.

## Influenza culturale
Tutti gli episodi della serie animata sono stati romanzati da Alan Dean Foster e pubblicati in dieci volumi sotto il banner di Star Trek Logs. Inizialmente Foster ha adattato tre episodi per libro, ma le edizioni successive hanno visto le sceneggiature di mezz'ora ampliate in storie complete, lunghe un romanzo.
Il fumetto Star Trek vs Transformers è stato ispirato dalla serie animata e si svolge in un universo simile.

### Canone
Alla fine della prima stagione di Star Trek: The Next Generation, tutte le licenze per gli spin-off di Star Trek furono rinegoziate e la serie animata fu essenzialmente "decanonizzata" dall'ufficio di Gene Roddenberry. Agli scrittori di romanzi, fumetti e giochi di ruolo era vietato utilizzare concetti tratti dalla serie animata nelle loro opere. Tra i fatti accertati all'interno della serie animata che erano stati messi in discussione dalla questione del "canone ufficiale" c'era l'identificazione di Robert April come il primo capitano della USS Enterprise nell'episodio Universi paralleli (The Counter-Clock Incident).
La cronologia di Star Trek dei graphic designer Michael e Denise Okuda non include la serie animata, ma include alcuni eventi di Viaggio a ritroso nel tempo (Yesteryear) e riconosce Robert April come primo capitano dell'Enterprise. La linea temporale in Voyages of the Imagination data gli eventi della serie animata al 2269–2270, presupponendo che gli eventi della serie rappresentassero la parte finale della missione quinquennale di Kirk e utilizzando le date stellari riviste di Alan Dean Foster. Nell'edizione aggiornata dell'ottobre 1999 del loro libro The Star Trek Encyclopedia: A Reference Guide to the Future, Michael e Denise Okuda affermano che:
David Gerrold ha dichiarato in un'intervista il suo punto di vista sulla questione del canone:
La scrittrice e produttrice D.C. Fontana ha discusso la questione nel 2007:

### Riferimenti in altre serie diStar Trek
Dalla morte di Roddenberry nel 1991 e la successiva uscita di Richard H. Arnold (che controllò i collegamenti in licenza per l'ufficio di Star Trek di Roddenberry alla Paramount durante i suoi ultimi anni), ci sono stati diversi riferimenti alla serie animata nelle varie serie del franchise. Nell'episodio di Deep Space Nine Morire da eroe (Once More Unto the Breach), Kor si riferisce alla sua nave come la Klothos, che fu nominata per la prima volta nell'episodio La trappola del tempo (The Time Trap). Altri episodi di DS9 che fanno riferimento alla serie animata includono Legame spezzato (Broken Link), dove Elim Garak menziona le orchidee edosiane (Arex è un Edosiano) e Le lacrime dei profeti (Tears of the Prophets) dove un'astronave di classe Miranda è chiamata USS ShirKahr (sic), da ShiKahr, la città apparsa in Yesteryear. Nell'episodio Scampato pericolo (Prophet Motive) il titolo di guaritore è preso da Yesteryear. La fornace di Vulcano è menzionata anche in Cuori klingon (Change of Heart), così come negli episodi di Star Trek: Enterprise La fornace (The Forge), Risvegli (Awakening) e Il kir'shara (Kir'Shara).
Gli episodi di Enterprise La passerella (The Catwalk) e La fornace includevano riferimenti a Yesteryear, quest'ultimo contenente una versione in computer grafica di un sehlat selvaggio. L'episodio rimasterizzato della serie originale Il duello (Amok Time) presentava ShiKahr in sottofondo mentre Spock si teletrasporta a fine episodio, e nella versione rimasterizzata de Il computer che uccide (The Ultimate Computer) il mercantile Woden, inizialmente mostrato come una replica della SS Botany Bay, viene sostituito con un trasportatore di grano automatizzato della stessa classe (Antares) di quello già visto in More Tribbles, More Troubles.
Anche il film Star Trek del 2009 fa riferimento a Yesteryear con una scena quasi identica in cui un giovane Spock si confronta con molti altri bambini vulcaniani che lo maltrattano e lo provocano perché è in parte Umano.
L'episodio Il contesto è per i re (Context is for Kings) della serie del 2017 Star Trek: Discovery vede la sorella adottiva di Spock, Michael Burnham, affermare che la loro madre Amanda Grayson leggeva loro Alice nel Paese delle Meraviglie da bambini, romanzo citato nell'episodio C'era una volta un pianeta (Once Upon a Planet).
Nell'episodio Kayshon, a occhi aperti (Kayshon, His Eyes Open) della serie animata del 2021 Star Trek: Lower Decks compare lo scheletro dello Spock "gigante" dell'episodio Il tocco vulcaniano. Nell'episodio di Lower Decks Io, Excretus (I, Excretus) compare un Pandroniano, primo ad apparire al di fuori della serie animata classica (apparso nell'episodio Il comandante Bem).
Carter Winston, dell'episodio Il superstite (The Survivor), ha un ruolo piccolo ma importante alla fine del romanzo del 1984 The Final Reflection di John M. Ford. Negli ultimi anni i riferimenti alla serie animata sono riapparsi anche nei libri e nei fumetti su licenza. M'Ress e Arex, personaggi della serie animata, compaiono nei romanzi Star Trek: New Frontier di Peter David, in cui vengono trasportati nel tempo fino al 24º secolo e vengono nominati ufficiali a bordo della USS Trident. Il precedente utilizzo di questi personaggi da parte di David, nei fumetti basati sui film dell'“era TOS” pubblicati dalla DC Comics, era stato interrotto dall'ufficio di Gene Roddenberry.
Il produttore di Star Trek: Enterprise Manny Coto ha commentato che se lo show fosse stato rinnovato per una quinta stagione, gli Kzinti sarebbero stati introdotti. Sono stati prodotti progetti di astronavi che assomigliano molto alle navi kzinti dell'universo di Star Fleet Battles e il suo analogo per PC Star Trek: Starfleet Command. Gli Kzinti sono stati menzionati nei dialoghi dell'episodio Nepenthe della serie del 2020 Star Trek: Picard, che ha segnato la loro prima menzione canonica sullo schermo dai tempi della serie animata.
Il 27 giugno 2007 il sito ufficiale di Star Trek ha incorporato le informazioni della serie animata, e molti lo hanno indicato come prova che la serie animata è canonica, sebbene ciò non sia stato ufficialmente confermato. Sia David Gerrold che D.C. Fontana hanno affermato che la serie animata è essenzialmente la quarta stagione della serie originale che i fan avrebbero voluto originariamente.

### Very Short Treks
Nel luglio 2023 è stata annunciata una miniserie di cinque cortometraggi animati con lo stile di The Animated Series. Realizzati per il cinquantesimo anniversario della serie, raffigurano la maggior parte delle precedenti serie di Star Trek (incluse quelle dell'universo espanso), presentandone i vari personaggi. Intitolata Star Trek: Very Short Treks, la miniserie è stata presentata per la prima volta l'8 settembre 2023.